# Padules
Padules este o municipalitate din provincia Almería, Andaluzia, Spania, cu o populație de 466 locuitori.